# Sinosuthora
Sinosuthora is een geslacht van zangvogels. Deze vogels zijn  niet verwant aan de mezen. Dit geslacht is ondergebracht in een eigen familie, de Paradoxornithidae (diksnavelmezen).
Soorten:
- Sinosuthora alphonsiana  – Grijskeeldiksnavelmees
- Sinosuthora brunnea  – Bruinvleugeldiksnavelmees
- Sinosuthora conspicillata  – Brildiksnavelmees
- Sinosuthora przewalskii  – Przewalski's diksnavelmees
- Sinosuthora webbiana  – Bruinkopdiksnavelmees
- Sinosuthora zappeyi  – Zappeys diksnavelmees